# Finn Mortensen
Finn Einar Mortensen (6 de enero de 1922 – 23 de mayo de 1983) fue un compositor, crítico, y educador noruego.
Mortensen nació en Oslo. Sus padres fueron Ernst Gustav Mortensen (1887–1966) y Anna Marie Damnæs (1886–1960). Mortensen creció alrededor de la industria editorial y cuando era niño se esperaba que trabajaría en la firma editorial de su padre, Ernst G. Mortensens Forlag A/s.
Estudió armonía con Thorleif Eken (1900–1955), composición con Klaus Egge y Niels Viggo Bentzon en la Real Academia Danesa de Música, y piano y contrabajo en el Conservatorio de Música de Oslo. Participó en la escuela de verano en Darmstadt y en clases de Karlheinz Stockhausen en el Studio für Elektronische Musik en Colonia.
La primera actuación pública de una composición de Mortensen fue Trio for Strings, Op. 3, la cual fue tocada en el Festival Nórdico Joven de Música en Oslo en 1950. En abril de 1954, hizo su debut como compositor, junto con Øistein Sommerfeldt. Fue el líder del grupo Ny Musikk, un grupo noruego que propone la música contemporánea, entre 1961 y 1964, y entre 1966 y 1967. De 1963 a 1973, fue un crítico de música para Dagbladet, un periódico noruego, además por muchos años fue un corresponsal de la revista alemana Melos. Cuando se estableció el Instituto Noruego de Concierto en 1986, se convirtió en su primer director. De 1970 en adelante, enseñó en el Conservatorio de Música de Oslo y se volvió el primer profesor de composición en Noruega en 1973. Rolf Wallin, Jon Mostad, Lasse Thorensen, Terje Bjørklund, y Synne Skouen están entre sus estudiantes.
Hasta alrededor de 1953, el estilo de música de Mortensen fue por la mayor parte influido por el neoclasicismo y el expresionismo. Luego asimiló influencias del dodecafonismo y la música aleatoria para crear lo que Mortensen llamó un estilo “neo-serial”. De este punto en adelante, se involucró mucho con técnicas seriales. En Noruega, orquestas destacadas ya interpretan las obras de Mortensen con regularidad. Sin embargo, es menos conocido en el resto del mundo.

## Composiciones musicales
Obras seleccionadas

### Obras orquestrales
- Symfoni, op. 5 (1953)
- Pezzo orchestrale (1957)
- Evolution (1961)
- Klangfarger (1962)
- Hedda (1974–75)
- Klaverkonsert (1963)
- Fantasi for klaver og orkester (1965–66)
- Fantasi for fiolin og orkester (1977)

### Música de cámara
- Blåsekvintett (1951)
- Sonata para for flute solo op. 6 (1953)
- Klaverkvartett (1960)
- Constellations for accordeon, gitar og slagverk (1971)
- Nyserialisme I, II og III for varierende besetning (1971–73)
- Adagio og fuge for 16 horn (uten år)
- Suite for 5 blokkfløyter og strykekvintett (1978–79)

### Obras para piano
- Sonatine (1943–48)
- Sonatine (1949–52)
- 2 sonater (1956, 1977)
- Fantasi og fuge (1957–58)
- Sonate for 2 klaver (1964)
- Impressions (1971)

### Discografía
- Egil Hovland, Bjørn Fongaard, Finn Mortensen, Knut Nystedt/Fartein Valen – Contemporary Music From Norway (Música contemporánea de Noruega) (1967)
- Alfred Janson, Finn Mortensen, Tor Brevik, Johan Kvandal, Contemporary Music From Norway (Música contemporánea de Noruega) (1971)
- Klaus Egge, Finn Mortensen, Egil Hovland, Symphony No. 4 Op. 30/Fantasy For Piano And Orchestra, Op. 27/Lamenti For Orchestra, Op. 43 (1971)
- Göteborgs Blåsarkvintett, Mortensen/Holmboe/Carlstedt/Salmenhaara – Blåsekvintet Op. 4/Notturno Op. 19/Sinfonietta För Fem Blåsare/Kvintetto Puhaltimille (1975)
- Egil Hovland, Finn Mortensen, Arne Nordheim, Contemporary Music From Norway (1975)
- Antonio Bibalo, Finn Mortensen Sonata For Piano (Sonata para piano)/Sonatina No. 1, Op. 1/Sonatina No. 2, Op. 2 (1979)
- Finn Mortensen, Oslo-Filharmonien, Mariss Jansons Symphony Op. (Sinfonía Op.) (1982)
- Ørnulf Gulbransen, Finn Mortensen, Conrad Baden, Edvard Fliflet Bræin, Bjarne Brustad – Homage To A Soloist – Music For Solo Flute (Homenaje a un solista – Música para una sola flauta) (1986)
- Einar Henning Smebye, Beethoven, Liszt, Schönberg, Mortensen – Expressionism Anticipated And Fulfilled (Expresionismo esperado y cumplido) (1987)
- Symphony No. 1/Wind Quintet/Suite For Wind (Suite para instrumentos de viento) (1988)
- Paul Hindemith, Arnold Schönberg, Finn Mortensen, Frantisek Veselka, Kirsten Landmark Mæland, Milena Dratvová, Sonata In E (1935)/Fantasy For Violin With Piano Accompaniment, Op. 47 (Fantasía para violín con acompañamiento de piano)/Duo Per Soprano E Violino (1958)/Sonata For Violin And Piano, Op. 17 (Sonata para violín y piano)/Three Pieces For Violin And Piano, Op. 21 (Tres piezas para violín y piano) (1990)
- Fantasy For Piano And Orchestra (Fantasía para piano y orquesta)/Per Orchestra/Fantasy And Fugue For Piano (Fantasía y fuga para piano)/Concerto For Piano And Orchestra (Concierto para piano)/From Five Studies For Solo (De cinco estudios para solista) (2000)
- Fartein Valen, Klaus Egge, Finn Mortensen, Rolf Wallin, Håkon Austbø, Norwegian Imperatives (Imperativos noruegos) (2009)